# Elisabeth Leijnse
Elisabeth Leijnse (Aalst, 29 september 1961) is schrijver en hoogleraar Nederlandse letterkunde aan de Universiteit van Namen. Voor haar dubbelbiografie Cécile en Elsa. Strijdbare freules werd in 2016 zowel de Erik Hazelhoff Roelfzema Biografieprijs als de Libris Geschiedenis Prijs aan haar toegekend.

## Carrière
In 1992 promoveerde Elisabeth Leijnse aan de Universiteit van Luik op haar proefschrift Symbolisme en nieuwe mystiek in Nederland voor 1900. Zij onderzocht daarin vooral de Nederlandse receptie van het werk van Maurice Maeterlinck, de laureaat van de Nobelprijs voor Literatuur van 1911. Twee jaar later, in 1994, volgde Elisabeth Leijnse Martien de Jong op als hoogleraar Nederlandse letterkunde aan de Universiteit van Namen.
Elisabeth Leijnse schrijft bij voorkeur over de cultuur en de literatuur tijdens het fin de siècle, omdat volgens haar ‘mensen uit de negentiende eeuw net genoeg geschiedenis zijn om een beetje vreemd te zijn, en toch nog dicht bij ons staan’. Ze publiceert vooral in literaire tijdschriften.

## Cécile en Elsa. Strijdbare freules

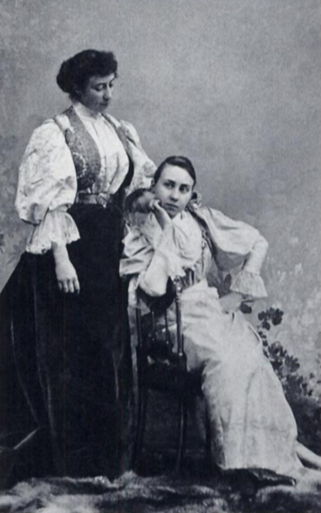
Cécile (links) en Elsa De Jong van Beek en Donk, hoofdpersonen in de dubbelbiografie van Leijnse

In 2015 verscheen Leijnses boek Cécile en Elsa. Strijdbare freules, een dubbelbiografie over de aristocratische gezusters Céline en Elsa De Jong van Beek en Donk. Cécile kreeg grote bekendheid na de publicatie in 1897 van haar emancipatieroman Hilda van Suylenburg. Haar zus Elsa trouwde met de componist Alphons Diepenbrock en zou een belangrijke rol in het Amsterdamse muziekleven van haar tijd spelen.
Tijdens het onderzoek voor haar proefschrift over Maeterlinck kwam Elisabeth Leijnse al een verwijzing naar de dagboeken van Elsa de Jong van Beek en Donk tegen. Verder onderzoek leidde naar een kist met een familiearchief en naar de uitgebreide dagboeken van Elsa. Deze dagboeken, 38 delen, volgden Elsa van haar geboorte tot haar dood. Haar moeder begon met de dagboeken bij de geboorte van Elsa, volgens de methode van Friedrich Fröbel, een Duitse pedagoog.

De dubbelbiografie werd een groot succes. Elisabeth Leijnse werd met dit boek in 2016 zowel onderscheiden met de Erik Hazelhoff Roelfzema Biografieprijs als de Libris Geschiedenisprijs. De jury van de laatstgenoemde prijs prees, bij monde van juryvoorzitter Henk van Os, de biografie, omdat het boek, aan de hand van deze twee vrouwenlevens, de lezer 
"een unieke blik geeft op het intellectuele leven van de tweede helft van de negentiende tot ver in de twintigste eeuw. Dit meeslepende boek is levensgeschiedenis, cultuurgeschiedenis en maatschappijgeschiedenis ineen".
Voor de biografie als interdisciplinaire geschiedschrijving zou Elisabeth Leijnse in 2018 een pleidooi houden tijdens de door haar uitgesproken Willem Witsenlezing onder de titel Zeven levens van Willem Witsen.